# Лежава, Андрей Матвеевич
Андрей Матвеевич Лежава (3 марта 1870, Сигнахи — 8 октября 1937, Москва) — советский государственный деятель, первый советский председатель правления Центросоюза.
Член ВЦИК и ЦИК СССР 3-го — 5-го созывов, кандидат в члены ЦИК 2-го созыва; член ЦКК ВКП(б) (1927—1930 гг.). Делегат X, XIII, XVII съездов партии.

## Биография
В 1893 году окончил Тифлисский учительский институт.
- 1883 — 1886 — ученик на телеграфе, ученик столяра, Тифлис
- 1886 — 1887 — учащийся городского училища.
- 1887 — 1893 — студент учительского института.
- В 1893 году переехал в Москву. В апреле 1894 года арестован за участие в организации подпольной типографии партии «Народное право» в Смоленске. Два года находился в заключении в Петропавловской крепости, пять лет в ссылке в Якутии. В ссылке познакомился с марксистом Н. Федосеевым, под влиянием которого отошёл от идей народничества.
- 1901 — 1902 — секретарь правления потребительского общества Закавказской железной дороги, Тифлис.
- 1902 — 1903 — заведующий складом сельхозорудий и семян Воронежского отделения Московского общества сельского хозяйства, оценщик Воронежской городской управы, служащий банка.
- 1904 — становится членом РСДРП, ведёт партийную работу в Тифлисе, Воронеже.
- 1903 — 1908 — помощник инспектора пароходства «Надежда», Нижний Новгород. Становится членом рабочего кооператива.
- 1908 — 1916 — служащий страховых компаний, Саратов.
- 1916 — 1917 — на революционной работе в Москве и Петрограде.
- 1917 — 1918 — заведующий отделом Северного страхового общества, Москва.
- 1918 — 1920 — председатель Центросоюза.
- 1920 — 1922 — заместитель Наркома внешней торговли РСФСР.
- 1924 — Нарком внутренней торговли СССР.
- 1925 — 1930 — заместитель председателя Совнаркома[2] РСФСР — председатель Госплана РСФСР.
- 1930 — 1932 — председатель треста Главрыба Наркомата пищевой промышленности СССР.
- 1932 — 1934 — заместитель Наркома земледелия СССР, одновременно с 1933 по 1937 год — начальник Главного управления субтропических культур СССР.

## Репрессии
После смерти В. И. Ленина настороженно отнёсся к узурпации власти И.В. Сталиным, в 30-х годах стал одним из сторонников «рютинской платформы», пытаясь оказать сопротивление сталинскому единовластию. Арестован в мае 1937 года. Осуждён 8 сентября 1937 года. Расстрелян. Реабилитирован 2 июня 1956 года.

## Семья
Жена — Людмила Степановна Лежава (Александрова; (1867—1945), сестра М.С.Ольминского. Похоронена на Новодевичьем кладбище.,урна с прахом находится в колумбарии старой  территории в секции 68, здесь же на плите  ниши указано имя  мужа.
Дети: 
- Ольга Андреевна Лежава (1901—1986)[3]. Первая законная жена (с 1928 г.) В. В. Куйбышева, до неё были три гражданские.
- Нина Андреевна Лежава, врач.